# كوتا توا جاكرتا
كوتا توا جاكرتا (بالأندونيسية: Kota Tua Jakart، أي "مدينة جاكرتا القديمة"، والمعروف رسميًا باسم "كوتا توا Kota Tua"): هو حي يضم منطقة وسط مدينة جاكرتا الأصلي، إندونيسيا.